# Мрзенци
Мрзенци (мкд. Мрзенци) су насеље у Северној Македонији, у југоисточном делу државе. Мрзенци су насеље у оквиру општине Ђевђелија.

## Географија
Мрзенци су смештени у југоисточном делу Северне Македоније. Од најближег града, Ђевђелије, село је удаљено 2 km северно.
Село Мрзенци се налази у историјској области Бојмија. Село је на десној обали Вардара, у равници. Надморска висина насеља је око 60 м.
Месна клима је измењена континентална са значајним утицајем Егејског мора (жарка лета).

## Становништво
Мрзенци су према последњем попису из 2002. године имали 461 становника.
Већинско становништво у насељу су етнички Македонци (99%), а остало су махом Срби (1%).
Претежна вероисповест месног становништва је православље.